# Tavey
Tavey is een plaats en voormalige gemeente in het Franse departement Haute-Saône (regio Bourgogne-Franche-Comté) en telt 471 inwoners (2011). De plaats maakt deel uit van het arrondissement Lure. De gemeente Tavey werd op 1 januari 2019 opgeheven en toegevoegd aan de gemeente Héricourt, waarbij Tavey de status van commune deleguée kreeg.

## Geografie
De oppervlakte van Tavey bedraagt 3,0 km², de bevolkingsdichtheid is 157 inwoners per km².
De onderstaande kaart toont de ligging van Tavey met de belangrijkste infrastructuur en aangrenzende gemeenten.

## Demografie
Onderstaande figuur toont het verloop van het inwonertal (bron: INSEE-tellingen).